# Старостриженская улица
Старостриженская улица (укр. Старостриженська вулиця) — улица в Новозаводском районе города Чернигова. Пролегает от проспекта Мира до улицы Александра Довженко (Толстого), исторически сложившаяся местность (район) Подол.
Нет примыкающих улиц.

## История
Стриженская улица была проложена в 1-й половине 19 века. Она упоминается в списке 1851 года. Название связано с рекой Стрижень, которая в те годы здесь протекала, огибала Вал, затем приблизительно возле Елецкого Успенского монастыря делала крутой поворот в южном направлении, поблизости от Святой рощи впадала в Десну. Позднее, когда русло реки Стрижень было изменено, улица пролегала рядом со старым руслом. С конца 19 века улицу стали называть Старостриженской.      

## Застройка
Улица пролегает в западном направлении. Парная и непарная стороны улицы заняты усадебной застройкой. Нумерация домов парной стороны начинается с № 4, непарной — № 3. Здесь расположены исторические деревянные и кирпичные (№№ 7, 12) дома.
Учреждения: нет
Есть ряд рядовых исторических зданий, что не являются памятниками архитектуры или истории: 10  усадебных одноэтажных домов (например, №№ 3, 6, 7, 8, 9, 10).